# Bonjour tristesse (Roman)

Einband einer englischen Ausgabe von 2001

Der Roman Bonjour tristesse, erschienen am 15. März 1954 in Paris bei Éditions Julliard, ist das erste und bekannteste Werk der französischen Autorin Françoise Sagan.

## Inhalt
Cécile, siebzehn Jahre alt und seit frühester Kindheit Halbwaise, verbringt ihre Sommerferien zusammen mit ihrem Vater, dem etwas in die Jahre gekommenen Frauenhelden Raymond, und dessen leichtlebiger junger Geliebter, Elsa Mackenbourg, in einer Villa an der Côte d’Azur.
Ihr unbeschwerter Tagesablauf mit Baden im Meer, Abenden in nahen Strandcafés und dem unbekümmerten Verhältnis, das Cécile bald mit dem Jurastudenten Cyril beginnt, erfährt jedoch eine dramatische Erschütterung, als die Modedesignerin Anne Larsen, eine Freundin ihrer verstorbenen Mutter, in dem Haus am Meer auftaucht und ihre Absicht bekundet, Raymond zu heiraten. Intelligent und selbstbewusst, wie Anne ist, versucht sie Céciles Beziehung zu Cyril zu unterbinden und sie stattdessen dazu zu zwingen, sich auf ihre Prüfungen im Herbst vorzubereiten. Zwischen Bewunderung und Abscheu hin- und hergerissen, fürchtet das Mädchen, mit dem Eindringen Annes in ihre „Familie“ den sorglosen Lebensstil, den sie und ihr Vater bislang geführt haben, aufgeben zu müssen. 
Mit Hilfe von Cyril und Elsa, die sich inzwischen bei ihm einquartiert hat, versucht sie die Eifersucht ihres Vaters zu schüren, indem sie die beiden bittet, sich ihm immer wieder wie zufällig provozierend als scheinbares Liebespaar zu zeigen. Diese „Verführung“ gelingt eines Tages schließlich auch, Raymond lässt sich in einem unbeobachtet geglaubten Moment wieder mit Elsa ein und wird von Anne in einer ziemlich eindeutigen Lage ertappt.
Ohne dass Cécile, inzwischen von Schuldgefühlen geplagt, sie zurückhalten könnte, fährt Anne weinend mit ihrem Auto davon. Einige Stunden später erhalten das Mädchen und sein Vater die Nachricht, dass Anne an einer gefährlichen Stelle der Straße tödlich verunglückt ist, aber sie wissen nicht, ob es ein Unfall oder Suizid war. 
Die beiden kehren nach Paris zurück, trennen sich von Cyril und Elsa und gehen verschiedenen Verhältnissen nach. Cécile kommt mit ihrem Leben wieder so gut zurecht wie zuvor, und nur wenn sie an Anne denkt, wird sie ein wenig traurig.

## Geschichte
Der Roman Bonjour tristesse, von Françoise Sagan im Sommer 1953 innerhalb weniger Wochen verfasst, wurde schnell zu einem Bestseller, in dutzende Sprachen übersetzt, millionenfach verkauft, mit zahlreichen Preisen ausgezeichnet und 1958 verfilmt. Er machte seine Autorin im Alter von 18 Jahren schlagartig berühmt, brachte ihr aber auch schärfste Kritik wegen seiner angeblichen Unmoral ein. Diese bestand angeblich in der Schilderung eines Mädchens, das frei und zu seinem reinen Vergnügen über seinen Körper auch gegenüber dem anderen Geschlecht bestimmt und seine Sexualität ohne Sorgen oder Schuldgefühle auslebt. Der katholische Schriftsteller François Mauriac veröffentlichte auf der Titelseite von Le Figaro eine vernichtende Kritik, in der er die Autorin als „charmantes kleines Monster von achtzehn Jahren“ bezeichnete, was zahlreiche Polemiken auslöste und der Autorin in Rekordzeit zu Reichtum und Berühmtheit verhalf. Später bezeichnete Sagan das Erlebnis des damaligen Erfolges als „Schlagwetter“.

## Ausgaben
- Françoise Sagan: Bonjour tristesse. M. Lubineau, Paris 1954 (französische Erstausgabe).
- Françoise Sagan: Bonjour tristesse. Übersetzt von Helga Treichl. Ullstein, Wien 1955 (deutsche Erstausgabe).
- Françoise Sagan: Bonjour tristesse. Übersetzt von Helga Treichl. Ullstein Taschenbücher-Verlag, Wien 1957 (Taschenbuchausgabe).
- Françoise Sagan: Bonjour tristesse. Übersetzt von Rainer Moritz, mit einem Nachwort von Sibylle Berg. Ullstein, Berlin 2017, ISBN 978-3-550-08138-5.

## Verfilmungen

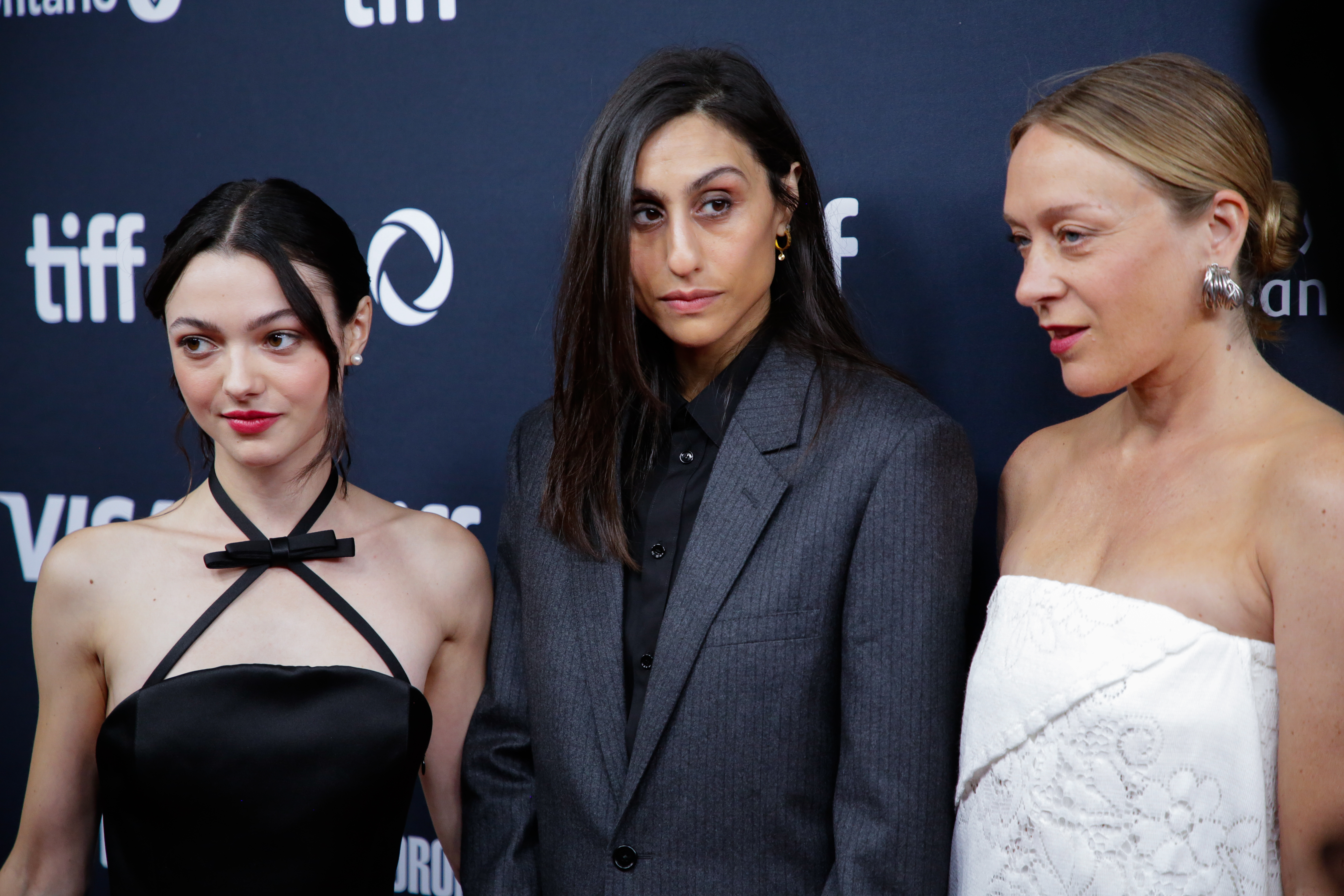
Lily McInerny, Durga Chew-Bose und Chloë Sevigny am Toronto International Film Festival 2024

- 1958 erschien Otto Premingers gleichnamige Verfilmung in den Kinos. Mit David Niven als Raymond, Deborah Kerr als Anne, Jean Seberg als Cécile und Mylène Demongeot als Elsa.
- 2024 erschien die gleichnamige Verfilmung von Durga Chew-Bose. Mit Claes Bang als Raymond, Chloë Sevigny als Anne, Lily McInerny als Cécile und Nailia Harzoune als Elsa.

## Hörspiel
- Nach der Neuübersetzung von Rainer Moritz. Mit Elisa Schlott, Michael Rotschopf, Karin Hanczewski, Bettina Engelhardt, Kilian Land und Wolfram Koch. Bearbeitung und Regie: Ulrich Lampen. Ursendung: 9. Januar 2022. Produktion: hr2-kultur, Der Audio Verlag 2022. ISBN 978-3-7424-2376-4